# Joseph: King of Dreams
Joseph King of Dreams(EUA)/ José o Rei dos Sonhos(BR)/ José Rei dos Sonhos(PT) é um filme norte-americano de 2000, com animação musical tradicionalmente produzido e lançado pela  DreamWorks Animation baseado na Bíblia no livro de Gênesis no capítulo 37 até o 50 e conta a história de José um Hebreu que foi o Governador Próspero do Egito.

## Sinopse
A história começa com o nascimento do personagem principal "José" crescendo cercado de muito amor pelo seus pais Jacó e Raquel e enfrentando a inveja de seus irmãos. Certo dia José tem um sonho e afirma que pelo sonho acreditar ser líder da família e seu pai ouvindo acreditou crendo aumentando ainda mais a inveja dos seus irmãos fazendo-os traí-lo vendendo-o como escravo para o Egito. No Egito sendo escravo do general de faraó   quando ele ajuda o Faraó na difícil arte da interpretação dos sonhos. Logo José cai nas graças do Faraó, mas a sua luta contra a opressão ainda estava apenas começando.

## Diferenças na Bíblia
O filme designa que Judá é o irmão mais velho dos filhos de Jacó. Na história de José na Bíblia, Judá é na verdade o quarto filho de Jacó e Lia, depois de Ruben, Simeão e Levi. Isto é mencionado no Livro de Gênesis em 49: 1-27, que menciona cada um dos doze filhos de Jacó, por ordem de nascimento. O filme também mostra que Raquel está viva quando José é um jovem e Benjamin aparece na segunda vez que os irmãos vêm ao Egito. Na Bíblia (Gênesis 35: 18-29), Raquel morreu após o parto de Benjamim, que era um bebê quando os irmãos de José o venderam aos comerciantes.

## Prémios
- Prémio de melhor filme pelo «Film Advisory Board Award of Excellence».